# Heart of Glass
Singles de Blondie
Hanging on the Telephone
(1979) Sunday Girl
(1979)
Heart of Glass est une chanson écrite par Debbie Harry et Chris Stein et enregistrée par le groupe américain Blondie en 1978.

## Historique
Heart of Glass est la chanson de l'album Parallel Lines paru en 1978 et c'est avec ce tube que Blondie s'est fait connaître à une très grande échelle internationale. Elle a été enregistrée en 1975 dans une version plus lente, puis réenregistrée en 1978.
Les sonorités disco de la chanson ont été critiquées à l'époque par le mouvement punk, dont Blondie faisait partie initialement.
Deborah Harry expliqua, à propos de celle-ci : « j’en avais marre d’entendre ces chanteuses pleurer sur leur sort, se plaindre de leurs amants et des malheurs que ces derniers leur causaient… J’ai voulu leur dire qu’il faut parfois savoir partir et laisser les pauvres types là où ils sont ! »
Sortie en single en 1979, la chanson devient no 1 aux États-Unis au Billboard Hot 100, au Canada, en Allemagne, en Grande-Bretagne, en Suisse et en Autriche, en Australie et en Nouvelle-Zélande. Sur le site United World Chart, la chanson est classée 82e parmi « les 100 chansons qui ont eu le plus de succès dans le monde », et le magazine Rolling Stone la classe 255e des « 500 plus grandes chansons de tous les temps ». Elle est également sélectionnée par le Rock and Roll Hall of Fame, en 1995, comme l'une de « 500 chansons qui ont façonné le rock 'n' roll ». En 2016, elle reçoit le Grammy Hall of Fame Award.
Cette chanson fait partie de la bande originale de La nuit nous appartient, film de James Gray avec Joaquin Phoenix et Mark Wahlberg. Elle fait aussi partie de la bande originale du film Super 8 dans le passage où l'on « découvre » le premier walkman.

## Classements hebdomadaires
| Classement (1979)                      | Meilleure position |
| -------------------------------------- | ------------------ |
| Allemagne (GfK Entertainment)          | 1                  |
| Australie (Kent Music Report)          | 1                  |
| Autriche (Ö3 Austria Top 40)           | 1                  |
| Belgique (Flandre Ultratop 50 Singles) | 5                  |
| Canada (RPM 100 Singles)               | 1                  |
| Canada (RPM Adult Contemporary)        | 1                  |
| Canada (RPM Dance/Urban)               | 1                  |
| États-Unis (Billboard Hot 100)         | 1                  |
| Irlande (IRMA)                         | 2                  |
| Norvège (VG-lista)                     | 5                  |
| Nouvelle-Zélande (RMNZ)                | 1                  |
| Pays-Bas (Nederlandse Top 40)          | 5                  |
| Pays-Bas (Single Top 100)              | 8                  |
| Royaume-Uni (UK Singles Chart)         | 1                  |
| Suède (Sverigetopplistan)              | 3                  |
| Suisse (Schweizer Hitparade)           | 1                  |

## Certifications
| Pays                  | Certification | Unités certifiées |
| --------------------- | ------------- | ----------------- |
| Allemagne (BVMI)      | Or            | 250 000           |
| Canada (Music Canada) | 2 × Platine   | 300 000           |
| États-Unis (RIAA)     | Or            | 1 000 000         |
| France (SNEP)         | Or            | 500 000           |
| Italie (FIMI)         | Or            | 50 000            |
| Royaume-Uni (BPI)     | Platine       | 1 000 000         |

## Reprises
Cette chanson a été reprise notamment par :
- The Shadows (String of Hits, 1979)
- Chet Atkins (Country After All These Years, 1981)
- Associates (single, 1988)
- Wink (en japonais sous le titre Glass no Kokoro ~Heart of Glass~ sur l'album Especially for You ~Yasashisa ni Tsutsumarete~ de 1989)
- Double You (single, 1994)
- Erasure (enregistrement public, en face B du single Don't Say Your Love Is Killing Me, 1997)
- William Schimmel (Twight Time, 2000)
- The Bad Plus (These Are the Vistas 2003)
- Skye Sweetnam (Noise from the Basement, 2004)
- Product.01 (comme Heart Of Glass, Zero-One Maxi, 2004)
- Me First and the Gimme Gimmes (Ruin Jonny's Bar Mitzvah, 2004)
- Freedom For King Kong (Issue de ce corps, 2006)
- The Puppini Sisters (Betcha Bottom Dollar, 2006)
- Nouvelle Vague (Bande à part, 2006)
- Paris Hilton (Unreleased Song, 2006)
- Nelly Furtado (Get Loose Tour, 2007)
- Lily Allen
- F.M. (album A Dream Or Two, 2008)
- Laurent Voulzy (Recollection, 2008)
- Camélia Jordana (Nouvelle Star M6, 2009)
- Superbus (dans l'émission Génération 80, puis la 14e piste de la réédition de l'album Lova Lova, 2009)
- Arcade Fire lors du Reflektor Tour, notamment en duo avec Deborah Harry lors du Coachella 2014[27]
- Gisele Bündchen reprend le titre dans le cadre d'un spot publicitaire de la marque H&M, produit par le DJ Bob Sinclar (2014)[28]
- Yseult (2017)
- Miley Cyrus - Heart of Glass (2020)
- Elisapie Isaac reprend le titre en langue Inuktitut sous le nom Uummati Attanarsimat (2023)[29].

## Utilisation dans d'autres œuvres
La chanson est utilisée dans :
- 1997 : Donnie Brasco
- 1998 : Les Derniers Jours du disco de Whit Stillman
- 2007 : La nuit nous appartient de James Gray
- 2011 : Les Neiges du Kilimandjaro de Robert Guédiguian
- 2011 : Super 8 de J. J. Abrams
- 2015 : Veteran de Ryoo Seung-wan
- 2017 : The Handmaid's Tale : La Servante écarlate
- 2021 : House of Gucci de Ridley Scott